# История Римской империи
История Римской империи продолжалась 16 веков, начиная со установления принципата в 27 году до н. э. состоит из нескольких этапов развития римского государства. Она охватывает завершающий период истории Древнего Рима, включая период существования Западной и Восточной Римских империй, и период Восточной Римской (или Византийской) империи до османского завоевания в 1453 году.

## 27 до н. э. — 14 год: Август
Сражение при Акциуме закончилось поражением и последующим самоубийством Марка Антония и Клеопатры. Октавиан казнил маленького сына Клеопатры и соправителя, Цезариона. Цезарион, возможно, был единственным сыном Юлия Цезаря. Поэтому убив его, Октавиан устранил любую возможность оспаривания своего положения на основе близкой кровной связи с Юлием Цезарем. После этого Октавиан, единственный правитель Рима, начал полномасштабное реформирование армии, бюджетной политики и государственного устройства. Реформы должны были стабилизировать римский мир, а также установить новую форму правления.
После признания Октавиана правителем римского мира, сенат дал Октавиану имя Август, точнее Октавиан сам выбрал это имя из списка, в котором числилось также имя Ромул. Он также принял титул императора (imperator), верховного главнокомандующего, в качестве преномена. Этот титул восходил к временам Римской республики, а затем превратился в монарший титул.
Как приёмный сын и наследник Цезаря, Август предпочитал называться его именем. Правление Юлиев-Клавдиев продолжалось 117 лет (от Юлия Цезаря, последнего римского диктатора в 49 до н. э. до свержения императора Нерона в 68 н. э.). Ко времени династии Флавиев (69 — 96 годы), то есть правления Веспасиана, и двух его сыновей, Тита и Домициана, слово Цезарь превратилось из когномена в официальный титул. Производные этого слова (например, царь, цесаревич и кайзер) использовались до последнего времени.
Количество римских легионов из-за гражданских войн достигло беспрецедентного числа (около 50) и было снижено до 28. Несколько легионов с сомнительной лояльностью были просто расформированы. Другие легионы были объединены. Август также создал девять специальных когорт, якобы для поддержания мира в Италии, причём три из них были размещены в Риме. Эти когорты стали известны как преторианская гвардия.
Октавиан понял, что автократия была тем, что римляне не принимали и опасались на протяжении веков. Октавиан не хотел, чтобы его рассматривали как тирана и стремился сохранить иллюзию конституционной республики. Он пытался показать, что конституция Римской республики по-прежнему функционирует. Даже предыдущие диктаторы Рима, такие, как жестокий Луций Корнелий Сулла, правили Римом только короткие промежутки времени, не больше года-двух. Единственным исключением был Юлий Цезарь, срок правления которого закончился его убийством. В 27 до н. э. Октавиан пытался официально отказаться от всех своих чрезвычайных полномочий в пользу римского сената. Сенаторы, которые в большинстве были его сторонниками, отказались и попросили его сохранить полномочия ради республики и народа Рима. Как сообщалось, предложение Октавиана уйти с поста римского консула привело к беспорядкам среди плебеев в Риме. В результате был достигнут компромисс между Сенатом и Октавианом, известный как First Settlement. Это соглашение дало Августу легитимность как автократу и подтвердило, что он не будет считаться тираном, дав начало долгому периоду, известному как Pax Romana.
Октавиан разделил с Сенатом управление римскими провинциями. Непокорные провинции на границе, где стояли подавляющее большинство легионов, управлялись имперскими легатами, выбранными самим императором. Эти провинции были классифицированы как имперские. Правители мирных сенаторских провинций выбирались Сенатом. Эти провинции обычно были мирными и только один легион был размещён в сенаторской провинции Африка.
Ранее Сенат контролировал казну. Август решил, что имперские провинции должны платить налоги Фиску, который администрировался лицами выбранными и отвечавшими только перед Августом. Доходы сенаторских провинций по-прежнему направлялись в Aerarium, который был под контролем Сената. Это фактически делало Августа богаче Сената, и превосходил расходы на зарплату легионерам, обеспечивая их лояльность. Это обеспечивалось имперской провинцией Римский Египет, который был невероятно богат и был наиболее важным поставщиком зерна для всей Римской Империи. Сенаторам было запрещено даже посещать эту провинцию, так как она рассматривалась как вотчина самого императора.
Август отказался от своего консулата в 23 до н. э., но сохранил свою консульскую власть, что привело ко второму компромиссу между Августом и Сенатом известному как Second Settlement. Август был наделён властью трибуна (tribunicia potestas), но не титулом, которая позволила ему созывать сенат и народ по своему желанию, поднимать вопросы, накладывать вето на решения народного собрания или Сената, председательствовать на выборах и говорить первым на любом заседании. Кроме того, в рамках трибунской власти Августа были полномочия, обычно закреплённые за цензором. К ним относятся право на контроль общественной морали и изучение законопроектов в контексте государственных интересов, а также возможность проведения ценза и определения членства в Сенате. Ни один трибун Рима не имел когда-либо подобные полномочия, и никогда в системе римского права не было прецедента совмещения полномочий трибуна и цензора в одном лице. Кроме того Август никогда не избрался на должность цензора. Была ли цензорские полномочия предоставлены Августу в рамках его трибунской власти, или он просто предполагал эти полномочия, до сих пор остаётся предметом дискуссий.
В дополнение к трибунской власти Август был наделён имперской властью в самом Риме, все вооружённые силы в городе, ранее находившиеся под контролем префектов, оказались под исключительным контролем Августа. Кроме того, Август был наделён властью над всеми проконсулами (imperium proconsulare maius), правом вмешиваться в дела любой провинции и изменять решения правителей провинций. В рамках этих полномочий Август получал исключительное право предоставлять триумф успешным генералам, как если бы он был главнокомандующим всей римской армии.
Все эти реформы были весьма необычны в свете римских республиканских традиций, но Сенат уже не состоял из патрициев-республиканцев, которые имели смелость убить Цезаря. Большая часть этих сенаторов погибла в гражданской войне, а лидеры консерваторов-республиканцев в сенате, такие, как Катон Младший и Цицерон, уже давно умерли. Октавиан очистил Сенат от оставшихся подозрительных элементов и наполнил его своими сторонниками. Насколько свободным был сенат во всех этих операциях, и какие закулисные сделки были заключены, остаётся неизвестным.
Пытаясь обезопасить границы империи на реках Дунай и Эльба, Октавиан начал вторжения в Иллирии, Мезии и Паннонии (к югу от Дуная) и Германии (к западу от Эльбы). Сначала все шло по плану, но потом произошло непредвиденное. Иллирийские племена восстали и надо было их подавить, кроме того целых три легиона под командованием Публия Квинкцилия Вара попали в засаду и были уничтожены в битве в Тевтобургском лесу в 9 н. э. германскими племенами во главе с Арминием. Будучи осторожным, Август обезопасил всю территорию к западу от Рейна и ограничился ответными рейдами. Реки Рейн и Дунай стали постоянными границами Римской империи на севере.

## 14 — 68 год: Династия Юлиев-Клавдиев
У Августа было три внука от его дочери Юлии Старшей: Гай Цезарь, Луций Цезарь и Агриппа Постум. Но ни один из них не прожил достаточно долго, чтобы стать его преемником. Поэтому его преемником стал пасынок Тиберий. Тиберий был сыном Ливии, третьей жены Октавиана, от её первого брака с Тиберием Нероном. Август был из рода Юлиев, одного из самых древних патрицианских родов Рима, в то время как Тиберий был из рода Клавдиев, немного менее древнего чем род Юлиев. Три последующих преемника происходили из рода Клавдиев, через брата Тиберия Нерона Клавдия Друза, и из рода Юлиев, либо через Юлию Старшую, дочь Августа от первого брака (Калигула и Нерон), либо через сестру Августа Октавию Младшую (Клавдий). Историки обычно называют их династию, как династию Юлиев-Клавдиев.

### 14 — 37 год: Тиберий
Первые годы правления Тиберия были мирными и относительно благополучными. Тиберий обезопасил власть Рима и обогатил казну. Однако, правление Тиберия вскоре стало характеризоваться паранойей и клеветой. В 19 году он был обвинён в смерти своего племянника, популярного Германика. В 23 году умер его собственный сын Юлий Цезарь Друз. Все больше и больше, Тиберий уходил в
себя. Он начал серию судов и казней.
Он передал власть в руки начальника преторианской гвардии, Луция Элия Сеяна. Тиберий стал жить на своей вилле на острове Капри в 26 году, передав управление Сеяну, который с удовольствием начал преследования. Сеян начал консолидировать власть, в 31 году он был назначен консулом вместе с Тиберием и женился на Ливилле, племяннице императора. В результате он «попал в собственную ловушку»: паранойя императора, которой он так умело пользовался для собственной выгоды, повернулась против него самого. Сеян был приговорён к смерти, наряду со многими его соратниками, и казнён в том же году. Преследования продолжались до самой смерти Тиберия в 37 году.

### 37 год — 41 год: Калигула
На момент смерти Тиберия большинство людей, которые могли бы стать его наследниками были жестоко убиты. Логически преемником (по собственному выбору Тиберия) был его племянник, Гай (более известный как Калигула). Он был сыном Германика и Агриппины Старшей. Он по отцу был внуком Нерона Клавдия Друза и Антонии Младшей, а по матери — внуком Марка Випсания Агриппы и Юлии Старшей, следовательно, потомком Августа и Ливии.
Начало правления Калигулы было благоприятным. Он положил конец преследованиям, но к сожалению, вскоре заболел. Калигула, который стал императором в 37 году, проявлял признаки психической нестабильности, что дало повод современным комментаторам приписать ему такую болезнь, как энцефалит, который может вызывать психические расстройства, гипертиреоз, или даже нервный срыв. Независимо от причин, изменение в его правлении было очевидным, что позволило его биографам думать, что он был сумасшедшим.
Большая часть сведений о Калигуле представлена Светонием в его книге «Жизнь двенадцати цезарей». Согласно Светонию, Калигула однажды планировал назначить своего любимого коня Incitatus в римский сенат. Он приказал своим генералам вторгнуться в Англию, чтобы сразиться с Нептуном, но передумал в последний момент и приказал захватить морской берег в северной части Франции. Считается, что он имел кровосмесительные отношения со своими тремя сёстрами: Юлией Ливиллой, Друзиллой и Агриппиной Младшей. Он приказал установить свою статую в храме Ирода в Иерусалиме, что, несомненно, привело бы к восстанию, если бы его не отговорил от этого плана его друг царь Агриппа I. Однажды он приказал тайно убить людей, которых он пригласил в свой дворец. Когда они не появились, он шутливо заметил, что они должны сами покончить жизнь самоубийством.
В 41 году Калигула был убит начальником охраны Кассием Херея. Также были убиты его четвёртая жена Цезония и их дочь Юлия Друзилла. Единственным членом императорской семьи, готовым принять титул императора Римской Империи, оказался его дядя по отцу, Тиберий Клавдий Друз Нерон Германик.

### 41 — 54 год: Клавдий
Клавдий был младшим братом Германика. Его семья считала его слабым и глупым. Он не был параноиком, как его дядя Тиберий, и безумным, как и его племянник Калигула, и поэтому был в состоянии умеренно управлять империей. Он усилил бюрократию и модернизировал гражданство. В 43 году он приступил к завоеванию и колонизации Англии, и присоединил к империи ряд восточных провинций. Он приказал построить зимний порт Рима рядом с Остией, обеспечив тем самым снабжение зерна из других частей империи в ненастную погоду.
В семейной жизни Клавдий был менее успешен. Его жена Мессалина изменяла ему. Когда он это узнал, он её казнил и женился на своей племяннице, Агриппине Младшей. Она, наряду с некоторыми из его вольноотпущенников, имела неограниченную власть над ним. Хотя существуют противоречивые сведения о его смерти, наиболее вероятно, что именно она отравила его в 54 году. Клавдий был обожествлён в том же году. Смерть Клавдия открыла путь на императорский престол для сына Агриппины, 17-летнего Луция Домиция Нерона.

### 54 — 68 год: Нерон
Нерон правил с 54 по 68 год. Во время правления Нерон сосредоточил своё внимание на дипломатии, торговле и культуре. Он приказал построить театры и покровительствовал спортивным играм. Его правление было отмечено успешной войной и заключением мирного договора с Парфянской империей (58-63 годы), подавлением восстания во главе с Боудиккой в Британии (60-61 годы), а также улучшением культурных связей с Грецией. Его отношения с матерью не отличались высокими чувствами. После нескольких попыток убить, её в итоге зарезали. Он считал себя богом и решил построить для себя роскошный дворец. Domus Aurea был построен на останках домов после большого пожара в Риме. Из-за этого многие считали, что именно Нерон был ответственен за пожар, породив легенду о том, что он занимался пустяками пока горел Рим, что определённо не соответствует действительности. Domus Aurea раскинулся на огромном пространстве и потребовал новых методов строительства для крепления золота и драгоценностей на инкрустированном потолке. К этому времени Нерон стал весьма непопулярным, несмотря на попытки обвинить христиан в народных проблемах.
Военный переворот вынудил Нерона скрыться. Чтобы избежать казни, он покончил жизнь самоубийством в 68 году. По словам Кассия Диона последними словами Нерона были: «Какой великий артист погибает!»

## 68 — 69 год: год четырёх императоров
После самоубийства императора Нерона в 68 году последовал короткий период гражданской войны, первой римской гражданской войны после смерти Антония в 31 до н. э., известный как «год четырёх императоров». В период с июня 68 по декабрь 69 римляне стали свидетелями последовательных взлётов и падений Гальбы, Отона и Вителлия до окончательного утверждения Веспасиана, первого императора из династии Флавиев. Этот период гражданской войны стал символом циклических политических волнений в истории Римской империи. Военная и политическая анархия в ходе этой гражданской войны имела серьёзные последствия, такие, как начало Батавского восстания.

## 69 — 96 год: Династия Флавиев
Флавии восстановили стабильность в Римской империи. Несмотря на то, что все три императора подвергались критике, особенно за их централизованный стиль правления, они провели реформы, которые обеспечили стабильность империи, продолжавшуюся до 3-го века. Однако, их военная династия привела к дальнейшей маргинализации сената, и окончательному переходу власти от принцепса к императору.

### 69 — 79: Веспасиан
Веспасиан был чрезвычайно успешным римским генералом, который правил большинством провинций восточной части Римской империи. Он поддержал имперские претензии Гальбы, после смерти которого стал основным претендентом на трон. После самоубийства Отона Веспасиан взял контроль над зимними поставками зерна в Рим из Египта, что укрепило его позиции в противостоянии с его оставшимся соперником Вителлием. 20 декабря 69 года некоторые из сторонников Веспасиана смогли занять Рим. Вителлий был убит собственными солдатами, а на следующий день Веспасиан на шестидесятом году жизни был утверждён императором в Сенате.
Несмотря на то, что сенат считал Веспасиана автократом, при нём императорская власть продолжила ослабление, начавшееся в правление Тиберия. Степень подчинения Сената видна из следующего примера: войска провозгласили его императором 1 июля, и только 21 декабря Сенат утвердил его назначение. Другим ярким примером является его назначение цензором в 73 году, что давало ему власть над формированием Сената. Он использовал эту власть для изгнания из Сената диссидентов. В то же время он увеличил число сенаторов с 200 до 1000, причём большинство новых сенаторов происходили не из Рима, а из Италии и городов западных провинций.
Веспасиан освободил Рим от финансового бремени, возникшего со времён Нерона и гражданских войн. Для этого он не только повысил налоги, но и ввёл новые формы налогообложения. Кроме того в качестве цензора он смог внимательно изучить налоговое состояние каждого города и провинции, многие из которых платили налоги на основании информации более чем столетней давности. Путём этой прозрачной налоговой политики он смог сформировать излишки казны и запустить общественные проекты. Именно он построил Амфитеатр Флавиев (Колизей) и форум, в центре которого был Храм Мира. Кроме того, он выделил значительные средства на искусство, создав кафедру риторики в Риме.
Веспасиан был эффективным императором в течение своего правления. На западе он предоставил значительные привилегии Испании (римской провинции, включавшей территории современных Испании и Португалии), в которой он ввёл латинское право в более чем трёхстах больших и малых городов, содействовал урбанизации всех западных (в основном варварских) провинций. Через свои предложения, которые он внёс в Сенат, он предоставил провинциям большое влияние в Сенате, содействуя тем самым единству империи. Он также расширил границы империи и укрепил оборону границ.

## 96 — 180 год: пять хороших императоров

### 98 — 117 год: Траян
Траян начал карьеру при Домициане, который в 96 году назначил его наместником Верхней Германии. Спустя год, в результате солдатского мятежа, преемник Домициана Нерва усыновил популярного в армии Траяна и назначил его своим соправителем и наследником. После смерти Нервы Траян стал первым выходцем из провинции, достигшим верховной власти в империи. Правление Траяна было отмечено масштабными завоеваниями. В результате двух кампаний в 101—102 и 105—106 годах была покорена Дакия. На Востоке аннексировано Набатейское царство, в 114—117 годах в ходе войны с Парфией император присоединил к Римскому государству Великую Армению и Месопотамию, в 116 году дошёл до Персидского залива и захватил столицу парфян Ктесифон. Однако из-за восстания в Иудее Траян был вынужден остановить кампанию и вернуться обратно. В августе 117 года в Киликии на пути в Рим Траян скончался. Его преемником стал его двоюродный племянник Адриан.

### 117 - 138 год: Адриан
Политика Адриана сильно отличалась от завоевательных принципов, которые проводил Траян. Прежде всего Адриан отказался от Ассирии и Месопотамии, вернув их парфянам. Армения тоже вышла из состава провинций и считалась только протекторатом Рима. Решив все проблемы на Востоке, император осенью 117 года покинул Антиохию. Но он направился не в Рим, а в низовья Дуная, где требовалось обуздать притязания роксоланов, которые нарушали границы Дакии. Сюда прибыли гонцы из столицы с сообщением, что в Италии был раскрыт заговор, возглавляемый Луцием Квиетом и соратниками Траяна. Вскоре сам Квиет был казнён. Но опасения, что Адриан будет править в духе Нерона или Калигулы, не оправдались. Адриан появился в Риме летом 118 года. Его встретили с большой помпой. Кроме традиционных великолепных зрелищ, устроили и посмертный въезд Траяну, чья статуя стояла на колеснице.

### 138 - 161 год: Антонин Пий
Когда Адриан скончался 10 июля 138 года и был захоронен в одноимённом мавзолее, Антонин мирно занял завещанный престол. В последние годы правления Адриан подорвал свой авторитет у сената тем, что урезал его полномочия и некоторых сенаторов казнил, поэтому сенат решил предать покойного императора проклятию памяти. Это, в свою очередь, ставило под сомнение законность власти Антонина. Поэтому его правление началось с некоторых затруднений, поскольку, когда он решил обожествить своего предшественника, сенат оказался против. В конце концов из-за боязни вмешательства армии сенат отступил, но добился отмены непопулярной должности выездных судей, которые действовали на территории самой Италии. В результате за свои усилия император получил прозвище «Пий» (от лат. pius — благочестивый).
В 139 году Антонин Пий, согласно римским обычаям, принял титул «Отца Отечества» (лат. Pater Patriae), хотя он сначала хотел от него отказаться. Однако император отклонил предложение сената переименовать сентябрь в антонин, а октябрь в фаустин — в честь нового императора и его жены. Фаустина Старшая получила от сената титул Августы. Известно, что Антонин Пий всего лишь один раз покидал пределы Италии за всё время своего правления, живя постоянно на своей вилле в Ланувии. Основными принципами его правления были «aequitas, felicitas, fides» («справедливость, счастье, верность»). При нём провинции достигли своего расцвета. Одним из главных достоинств правления Пия было то, что он был легко доступен для всех своих подданных, и во вмешательстве вольноотпущенников для обработки каждого запроса не было никакой необходимости. Известны депутации, которые посылались императору из Тарракона, галльских городов. Были и случаи, когда Антонин Пий разрешал некоторые споры, возникавшие в провинциях. Вот один из примеров: некоторые граждане Фив были в споре с городом Платеи из-за некоторых земель, располагавшихся между городами. Будучи не в состоянии решить этот вопрос самостоятельно, они вынесли его на суд императора, удовлетворившего их просьбу.

### 180 - 192 год: Коммод
Это был последний император из династии Антонина, но с началом его правления олицетворяется конец эпохи пяти хороших императоров. Он был психически нестабилен. При нём Рим стал таким же, как во времена императора Нерона. Коммод славится своей жестокостью.

## 193 - 235 год: Династия Северов
В 193 году восточными легионами императором был избран Септимий Север. Он был сирийцем по происхождению. Он проводит военные кампании в Британии и Месопотамии. Он правил фактически самостоятельно, так как был в плохих отношениях с сенатом. Также он провёл некоторые реформы, например разрешил семьям солдат жить рядом с военными лагерями. После его смерти в 211 году власть поделили два его сына — Гета и Каракалла. Однако последний убил своего брата и стал править единолично. В 212 году он издал эдикт, согласно которому все подданные Римской Империи становились её гражданами. 8 апреля 217 года Макрин нанял убийц, чтобы убить Каракаллу. После чего объявил себя императором, а чтобы отвести от себя подозрения, наказал убийц. После чего началась война с Парфянским Царством. Макрин завершил войну мирным договором, чьи условия были невыгодны для империи. Тогда легионы свергли Макрина, и новым императором стал Элагабал, потомок Септимия по женской линии. Но он занимался лишь поклонением сирийскому Богу Солнца. Тем не менее самым страшным аспектом его правления были человеческие жертвы, которые приносили по всей Италии. Поэтому спустя 4 года его также свергли. Новым императором стал его сын — Александр. Он оказался большим мечтателем, который хотел сокрушить варваров. Однако он проиграл войну против германских племён. И после заключения позорного для римлян мирного договора с германцами, легионы свергли Александра Севера. Так пересеклась династия севера, и начался кризис III века. Императоры в дальнейшем возводились и очень быстро смещались римским войском.

## 284 - 301 год: Диоклетиан и Тетрархия
В 284 году римская армия выбрала императором военачальника Диоклетиана. Поскольку со всех сторон на римскую империю нападали варвары, то было сложно управлять всеми частями империи одновременно. Поэтому Диоклетиан провозгласил новый порядок управления — Тетрархию (управление четырёх). Он разделил империю на две части. Одной и основной частью управлял император Диоклетиан, а другой — его помощник Максимилиан. Территория, которой владел Максимилиан, охватывала весь пиренейский полуостров, Галлию, Британию и Бельгию. Но они не отделялись от Римской империи и лишь имели автономию.